# راشيل كابرال
راشيل كابرال هي نبالة فلبينية، ولدت في 5 أكتوبر 1985.

## وصلات خارجية
- راشيل كابرال على موقع أوليمبيديا (الإنجليزية)